# Synto Holding
Die Synto Holding GmbH ist ein deutsches Unternehmen mit Sitz in Werther. Die Gesellschaften der Synto Holding entwickeln und produzieren Schmierstoffe und handeln mit sowie exportieren Mineralölprodukte in verschiedener Form.

## Geschichte
Das Unternehmen wurde 2011 gegründet, 2013 wurde der Name in Synto Holding GmbH geändert. Im selben Jahr wurden die Ravensberger Schmierstoffvertrieb GmbH sowie die Deutsche Ölwerke Lubmin GmbH in das Unternehmen eingegliedert.
Bekannt wurde die Synto Holding mit der Übernahme der Ravensberger Schmierstoffvertrieb GmbH, die durch ihre Handelsmarke „Ravenol“ seit 2004 im Motorsport vertreten und seit fast zwei Jahrzehnten als strategischer und technischer Partner von Sportorganisationen, Rennserien, Rennstrecken, Rennteams und Fahrern aktiv ist.

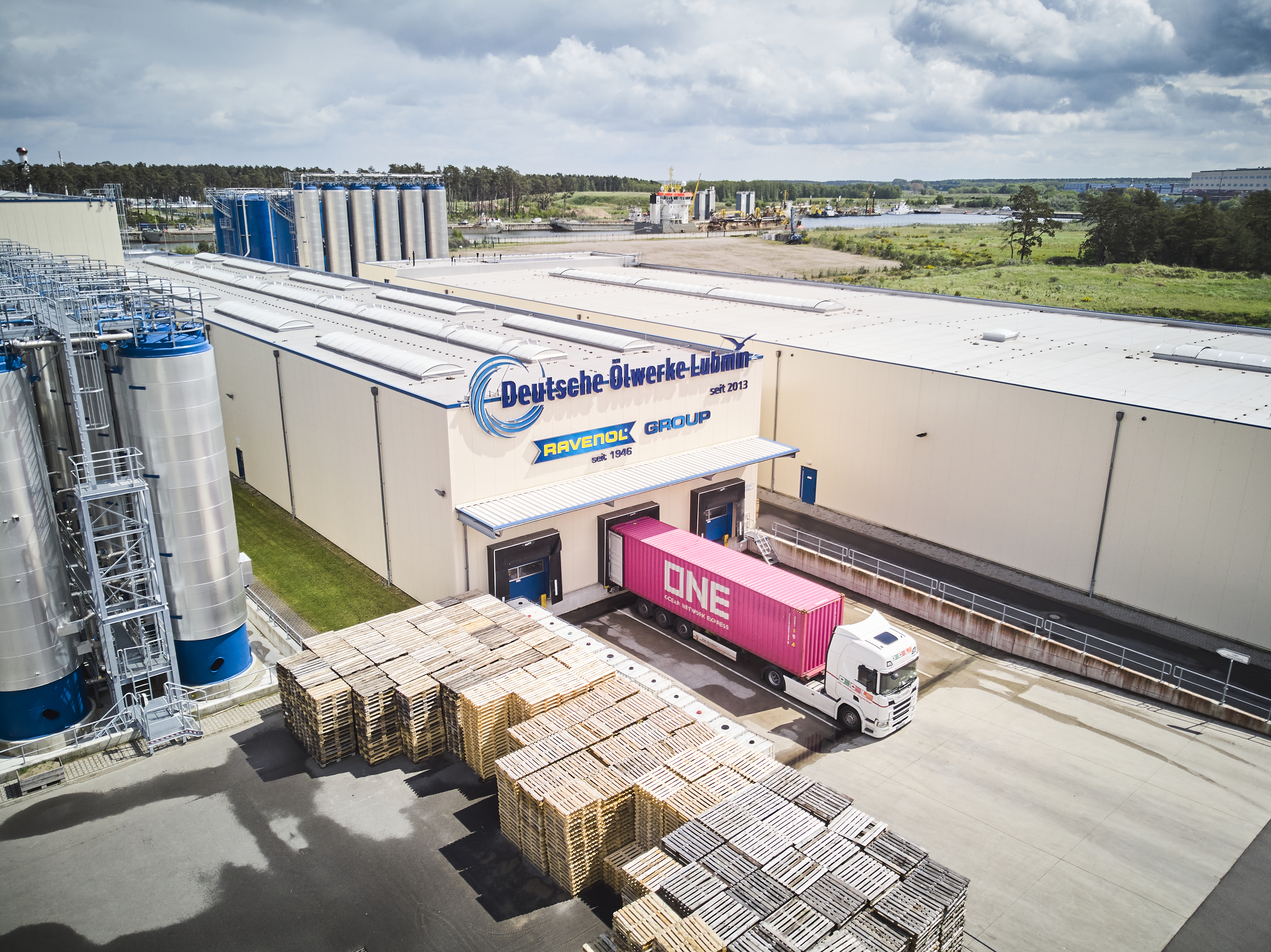
Standort Lubmin

## Unternehmensstruktur
Im Jahr 2021 erzielte die Synto Holding einen Konzernumsatz von über 100 Mio. Euro und beschäftigte über 200 Mitarbeiter.
Tochtergesellschaften der Synto Holding sind die Ravensberger Schmierstoffvertrieb GmbH (100 %) und die Deutsche Ölwerke Lubmin GmbH (100 %). Die Produktion der Synto Holding GmbH findet an den beiden Standorten – in Werther und Lubmin statt.

### Ravensberger Schmierstoffvertrieb GmbH
Die Ravensberger Schmierstoffvertrieb GmbH aus dem ostwestfälischen Werther ist ein deutsches Unternehmen, welches auf die Herstellung von Schmierstoffen spezialisiert ist. Dazu gehören verschiedene Motorenöle, Getriebeöle, Hydrauliköle, Industrieöle, Fette, Kühlerfrostschutzmittel, Bremsflüssigkeit, Fahrzeugreiniger, Sägekettenöl sowie Additive und Zubehör. Der Standort besitzt ebenso ein eigenes Labor.
Gegründet wurde das Unternehmen 1946 als Öl- und Fettgesellschaft Habisch und Triebel in Werther, die Markenbezeichnung „Ravenol“ wurde 1954 registriert. Im Jahr 1993 intensivierte es auch seine internationalen Vertriebsaktivitäten und trat ab 2004 auch im globalen Motorsport und auf Fachmessen auf. 2014 ging es hierbei z. B. eine Partnerschaft mit dem Hockenheimring sowie 2018 mit dem Formel 1 Rennstall Force India ein, aus dem später das Team Racing Point entstand, welches wiederum zum Werksteam von Aston Martin wurde. Seit 2016 besteht ebenfalls eine Partnerschaft mit dem Nürburgring. 2020 wurde Ravenol als Partner von BMW M Customer Racing bekannt gegeben und 2022 wurde die Marke Schmierstoffpartner des Formel 1 Teams Scuderia AlphaTauri. 2023 sind RAVENOL und Mercedes-AMG Motorsport eine Partnerschaft im Rennsport eingegangen, bei der Ravenol „Official Supplier“ im Customer Racing Programm von Mercedes-AMG Motorsport wird und eigene Expertise sowie Schmierstoffe in die Zusammenarbeit einbringt. Ab der Saison 2024 startet das private deutsche Rallye-Team X-raid bei der Rallye Dakar mit Schmierstoffen von Ravenol.

### Deutsche Ölwerke Lubmin GmbH
Das Tochterunternehmen Deutsche Ölwerke Lubmin GmbH ist ein Produktionswerk für Schmierstoffe mit Labor und Tanklager in Lubmin an der Ostsee, das 2013 seinen Betrieb aufnahm. Hier werden Schmierstoffe in verschiedenen Produkten für Automobilhersteller und Motorenölvertriebe hergestellt, u. a. auch für die Formel-Wagen der Ravenol-Kooperation. Neben der Produktion, der Abfüllung, der Etikettierung und dem Versand kümmert sich das Tochterunternehmen außerdem um die Logistik der Produkte. Im Jahr 2018 wurde der Standort weiter ausgebaut. Dabei wurde eine neue Logistikhalle in Betrieb genommen und das Tanklager vergrößert. 2020 nahm das Unternehmen einen neuen Schiffsanleger in Lubmin in Betrieb.